# 이영재 (1960년)
이영재(李永在, 1960년 7월 4일 ~ )는 대한민국의 제8대 경상남도 함양군의원이고, 제9대 경상남도의원이었다.

## 학력
- 대동기계공업고등학교 졸업
- 진주실업전문대학교 행정과 졸업

## 경력
- 함양군 체육회 탁구협회 회장
- 천령적십자 봉사회 회원
- 민주평화통일자문회의 함양군 협의회 간사 위원
- 거창군 검찰청범죄피해자자원센터 이사
- 함양군 일반건설협회 회장
- 함양읍 주민자치위원회 위원
- 한나라당 함양군 당원협의회 중앙위원회 회장
- 2011.10 ~ 2014.06 제9대 경상남도의회 의원
- 2011.10 ~ 2012.07 제9대 전반기 경상남도의회 문화복지위원회 위원
- 2012.07 ~ 2014.06 제9대 후반기 경상남도의회 의회운영위원회 위원
- 2012.07 ~ 2014.06 제9대 후반기 도청소관 예산결산특별위원회 위원
- 2012.07 ~ 2014.06 제9대 후반기 경상남도의회 농해양수산위원회 부위원장
- 2018.07 ~ 2022.02 제8대 경상남도 함양군의회 의원
- 2018.07 ~ 2020.07 제8대 경상남도 함양군의회 전반기 기획행정위원회 위원
- 2018.07 ~ 2020.07 제8대 경상남도 함양군의회 전반기 예산결산특별위원회 위원장
- 2020.07 ~ 2022.02 제8대 경상남도 함양군의회 후반기 산업건설위원회 위원
- 2020.07 ~ 2022.02 제8대 경상남도 함양군의회 후반기 예산결산특별위원회 위원

## 역대 선거 결과
|  | 45.63% |

|  | 20.13% |